# Église Saint-Pierre de Lamotte-en-Santerre
Pour les articles homonymes, voir Église Saint-Pierre.
L'église Saint-Pierre de Lamotte-Warfusée est située sur le territoire de la commune de Lamotte-Warfusée, dans le département de la Somme à environ 25 km à l'est d'Amiens.

## Historique
Le village de Lamotte-en-Santerre a été complètement détruit pendant la Grande Guerre. Il ne restait pratiquement rien de l'ancienne église. Le village a été reconstruit durant l'entre-deux-guerres.
La reconstruction de l'église a été particulièrement soignée. Un architecte de renom a travaillé avec de grands artistes de l'époque pour réaliser le monument que nous connaissons aujourd'hui.
La nouvelle église Saint-Pierre de Lamotte a été construite de 1929 à 1931.
Elle fut restaurée dans les années 1950, la structure du clocher dont les éléments avaient éclaté au fil des années et des chocs thermiques fut reprise. Les enduits, les peintures et fresques intérieurs furent restaurés.
L'édifice est protégé au titre des monuments historiques : inscription par arrêté du 4 novembre 1994 (annulée), puis classement par arrêté du 27 octobre 2005.
En  2013, la flèche et le clocher ont été restaurés. L'état des fresques intérieures et de certains vitraux est très dégradé en 2020.

## Caractéristiques
L'église Saint-Pierre offre au regard sa flèche ajourée qui domine le village et la campagne alentour. Cette simple église de campagne est une véritable œuvre d'art.
L'architecte Godefroy Teisseire fut choisi pour la reconstruction de l'église Saint-Pierre de Lamotte-en-Santerre. Ce fut l'un des plus brillants représentants de l'Art déco en France. Il dressa les plans et réalisa une œuvre vraiment novatrice. Il dirigea les travaux de 1929 à 1931. Il réalisa également les églises d'Hangest-en-Santerre et de Chaulnes.

### Extérieur
L'église Saint-Pierre est un bel exemple du renouveau architectural de l'entre-deux-guerres. Le plan de l'édifice est celui d'une croix grecque. La flèche du clocher et la charpente sont en béton armé. Les murs sont à parement de brique tandis que l'armature est en béton armé, elle aussi. L'édifice se caractérise également par des pignons à redent.
Le grand Christ de la façade en sgraffite est l'œuvre de Georges Legrand, sculpteur amiénois

### Intérieur
La décoration intérieure est due au peintre d'origine italienne Dominique Aldighieri qui réalisa les peintures de ton ocre ainsi que le décor en sgraffite sur le mobilier et le grand Christ de la façade œuvre de Georges Legrand, sculpteur amiénois.
Les vitraux furent dessinés par Jacques Gruber. Ils ont été réalisés par l'atelier de Daniel Darquier et l'atelier de Georges Tembouret d'Amiens. Dans les grandes verrières le médaillon central représente une Vierge de Pitié pour l'un et une Vierge à l'Enfant pour l'autre.
Une statue en bois peint du XIXe siècle est protégé ent tant que monument historique au titre d'objet.
Les ferronneries furent réalisées par l'atelier Cantrel de Rosières-en-Santerre.
Dimensions de l'édifice :
- longueur hors tout : 30 m,
- largeur hors tout : 19 m,
- hauteur : 54 m.

## Photos

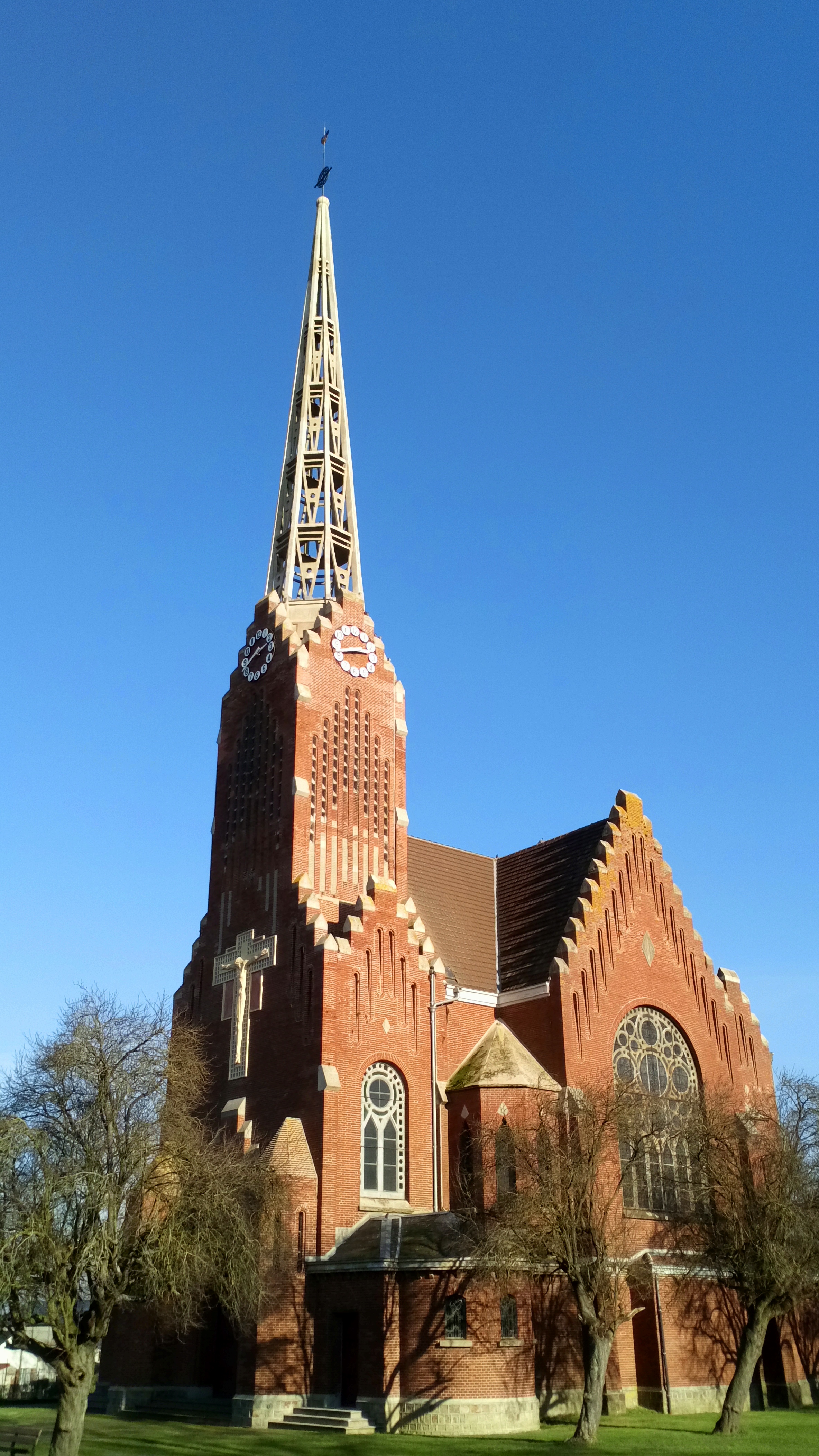
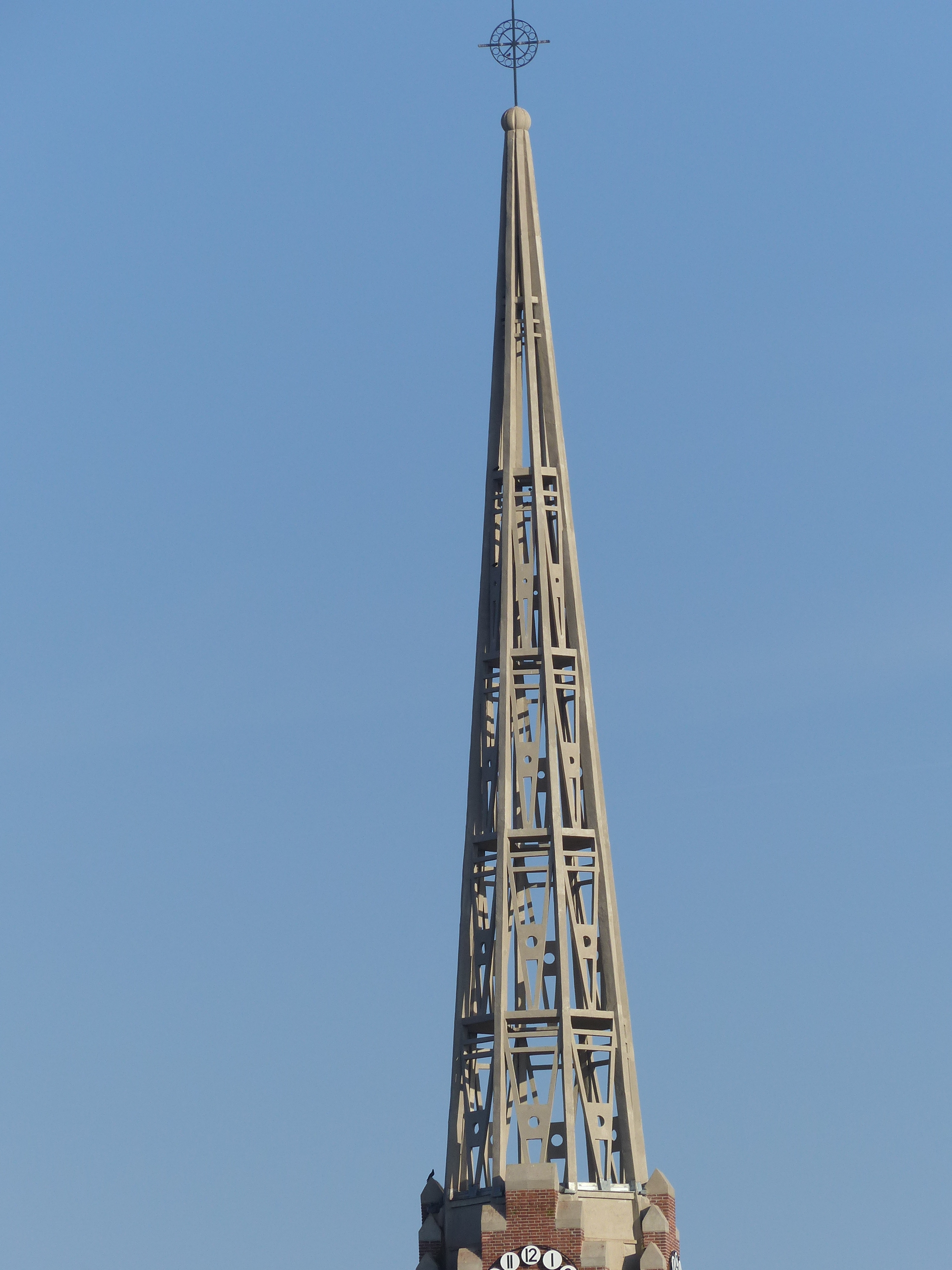
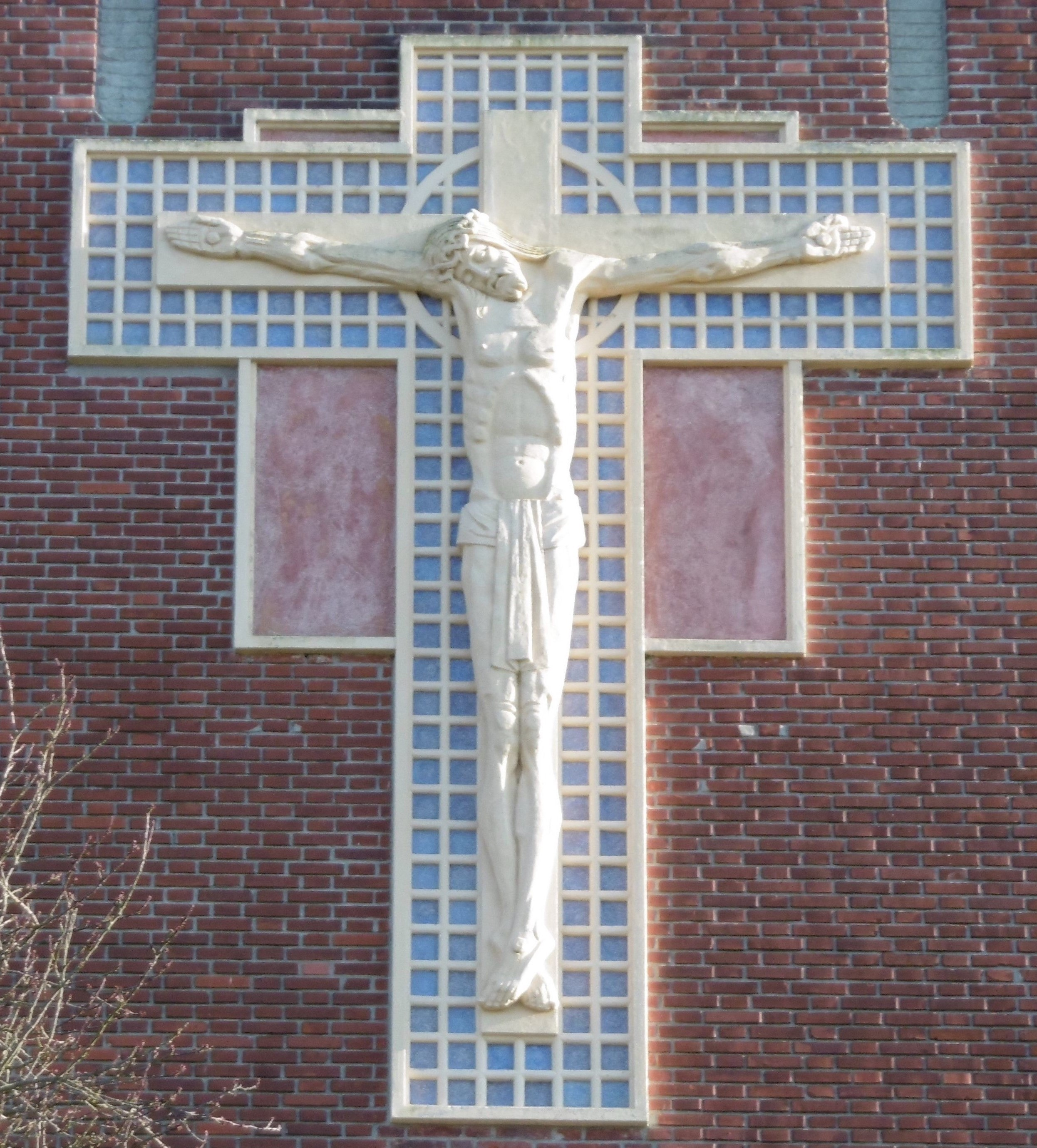

## L' église au début du XXIe siècle
L'état général de l'église est très dégradé. Le béton de l'entre-deux-guerres ne résiste pas aux outrages du temps, il s’effrite, laisse les eaux de pluie s'infiltrer ce qui fait que les peintures murales intérieures ont quasiment disparu.

## Pour approfondir